# S/S Skjelskør
S/S Skjelskør är ett danskt ångfartyg, som byggdes 1915 på J. Ring Andersens Staalskibsværft i Frederiksøen i Svendborg.
Fartyget byggdes för Dampskibsselskabet Skjelskør och sattes in på rutten mellan Skælskør och öarna Agersø och Omø. 
Foreningen til Gamle Skibes Bevarelse, Dansk Veteranskibsklub, köpte henne 1963. Hon har Frederikssund på Sjælland som hemmahamn.

## Bildgalleri

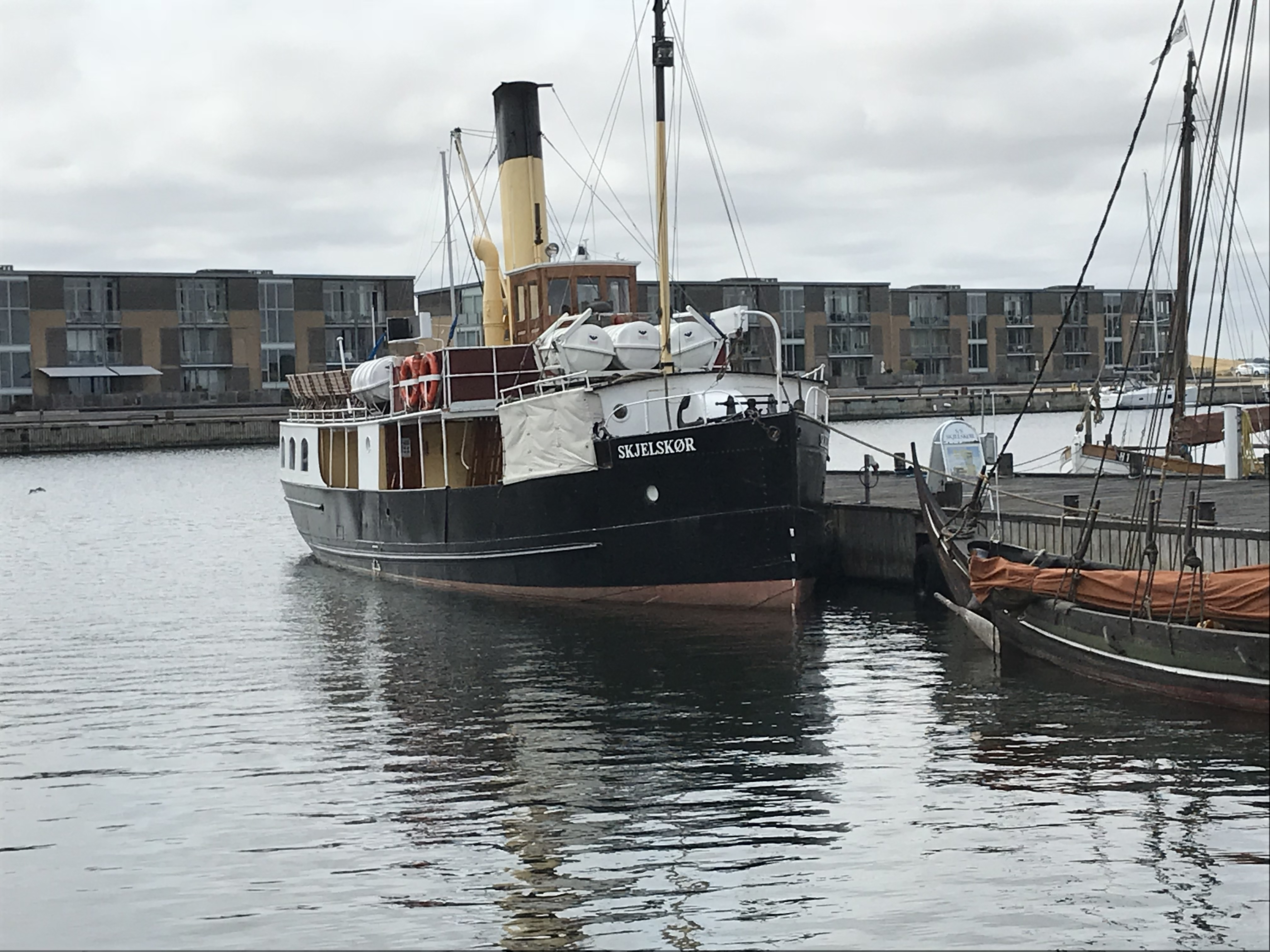
S/S Skjelskør
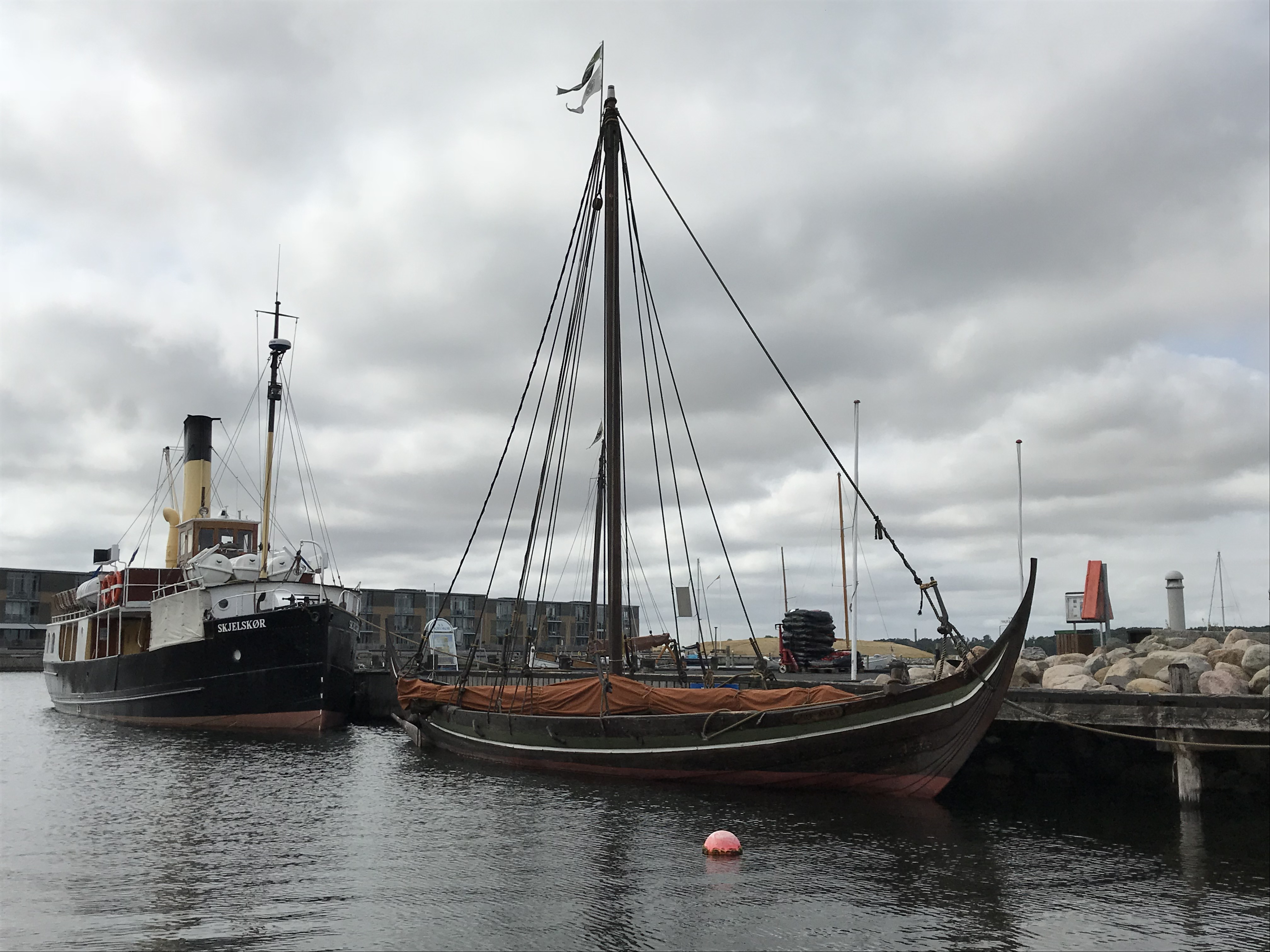
S/S Skjelskør och en replika av vikingaskeppet Sif Ege vid Nordkajen i Frederikssunds hamn